# Zemplínská župa (Československo)
Zemplínská župa (slovensky Zemplínska župa) byla jedna ze žup, jednotek územní správy na Slovensku v rámci prvorepublikového Československa. Byla vytvořena při vzniku Československa převážně vydělením z uherské Zemplínské župy. Existovala v letech 1918–1922, měla rozlohu 5 666 km² a jejím správním centrem byly Michalovce.

## Historický vývoj
Po vyhlášení Martinské deklarace dne 30. října 1918, kterou se Slovensko vydělilo z Uherska a přičlenilo k nově vzniklému Československu, zůstalo slovenské území dočasně rozdělené na administrativní celky vytvořené Uherskem. Jedním z těchto celků byla Zemplínská župa, která vznikla vydělením severní části původní uherské Zemplínské župy. V roce 1919 byla k Zemplínské župě přičleněna západní část uherské Užské župy (slúžňovské okresy Sobrance a Veľké Kapušany), zatímco její západní část vytvořila Užskou župu na Podkarpatské Rusi. V čele župy stál vládou jmenovaný župan, který disponoval všemi pravomocemi, zatímco samosprávná funkce župy byla potlačena.
Sídlo původní uherské župy bylo ve městě Sátoraljaújhely, které zůstalo v Maďarsku. Sídlem československé župy se nově staly Michalovce.
Zemplínská župa existovala do 31. prosince 1922. K 1. lednu 1923 bylo na Slovensku vytvořeno nové župní zřízení, které bylo původně plánované pro celé Československo, nicméně realizováno bylo pouze právě na Slovensku.

## Geografie
Zemplínská župa se nacházela na východním Slovensku. Na západě hraničila s Abauj-turňanskou a Šarišskou župou, na severu s Polskem, na východě s Podkarpatskou Rusí a na jihu s Maďarskem.

## Administrativní členění
V roce 1919 se Zemplínská župa členila na jedenáct slúžňovských okresů: Bodrogský, Humenné, Kapušany, Medzilaborce, Michalovce, Sečovce, Slovenskonovomestský, Snina, Sobrance, Stropkov a Vranov.